# Balon obserwacyjny

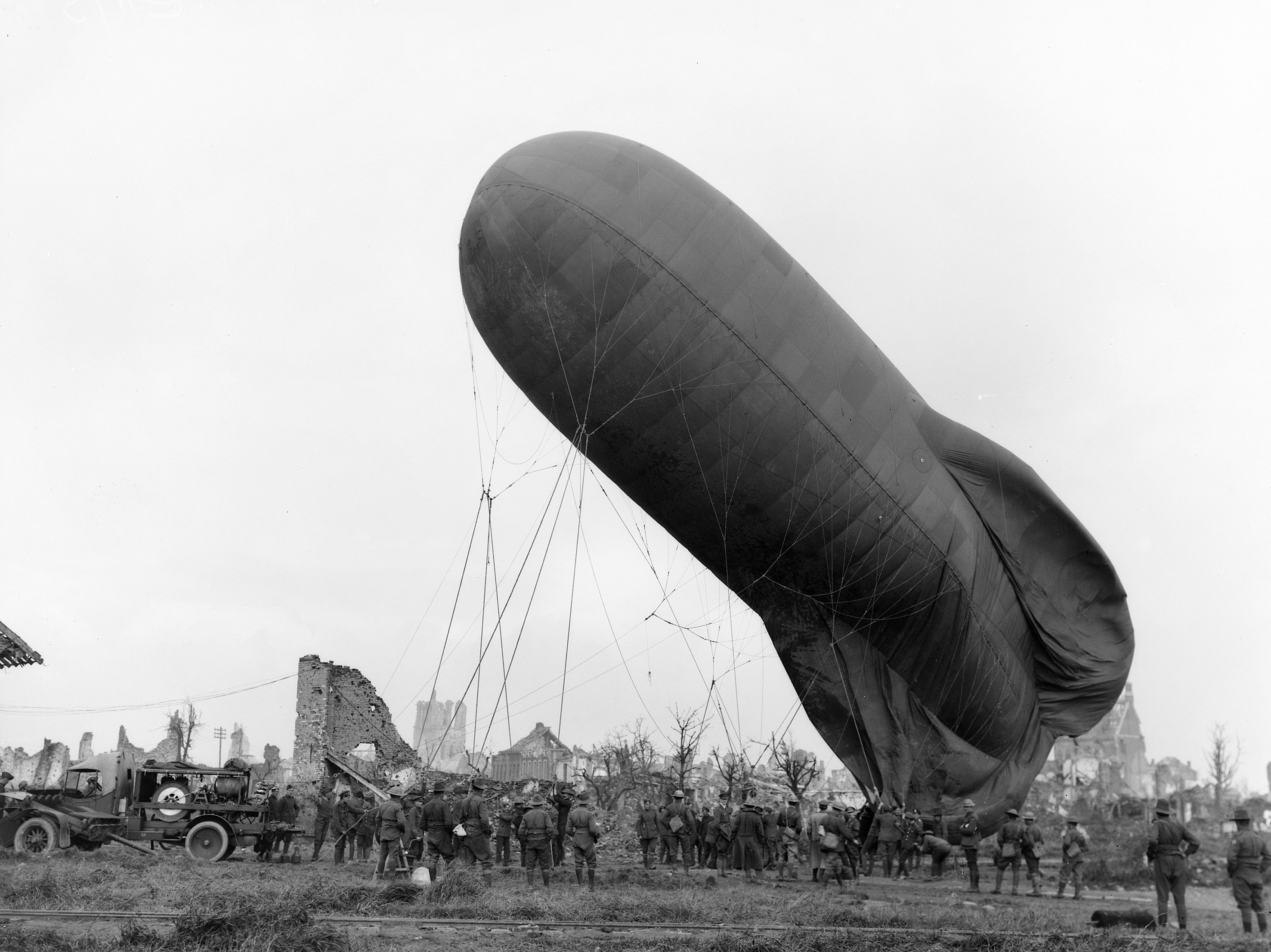
Napełnianie balonu Caquota w czasie walk pod Ypres w 1917

Balon obserwacyjny – balon, zazwyczaj na uwięzi, służący do obserwacji pola walki, w szczególności do kierowania ogniem artylerii. Użytkowane od końca XVIII wieku, największą rolę odegrały w czasie I wojny światowej.
Balon pozwalał na obserwację pola walki ponad przeszkodami terenowymi. Jako pierwsi skorzystali z tej możliwości Francuzi, wykorzystując balony napełnione wodorem. W 1793 utworzono Première compagnie d’aérostiers militaire (Pierwszą Kompanię Balonową) w Meudon. Przeprowadzone w marcu 1794 próby wykazały, że z wysokości 450 metrów można dostrzec detale topograficzne z odległości 10 kilometrów, a oddziały wojska nawet z 22 kilometrów. Załogę tych balonów stanowiło dwóch ludzi, którzy zrzucali na ziemię meldunki w woreczkach, lub przekazywali je z użyciem flag sygnałowych. 
Jeden z balonów kompanii, L’Entreprenant został wykorzystany do rozpoznania w czasie bitwy pod Fleurus, 26 czerwca 1794. Podczas tego pierwszego w historii lotu rozpoznawczego, jego załogę stanowili kapitan Jean-Marie-Joseph Coutelle i generał Antoine Morlot. Dwa lata później, w czasie bitwy pod Würzburgiem balon L'Intrépide wpadł w ręce austriackie; ten najstarszy zachowany wojskowy pojazd powietrzny znajduje się w Heeresgeschichtliches Museum w Wiedniu.
Ze względu na niewielką skuteczność rozpoznania i kłopoty z użyciem (napełnianie balonu trwało nawet 50 godzin), w roku 1799 oddział balonowy rozwiązano. Pomysł jednak zyskał uznanie i balony obserwacyjne były wykorzystywane w czasie bitwy pod Solferino, wojny secesyjnej czy wojny francusko-pruskiej. 
Słabością sferycznych balonów była ich niestabilność podczas wietrznej pogody. By temu zaradzić, Niemcy stworzyli stabilizowane balony Parsevala-Sigsfelda, a Francuzi balony Caquota.
Ze względu na wielką rolę zmasowanego ognia artylerii prowadzonego na daleki dystans w czasie I wojny światowej balony obserwacyjne odgrywały bardzo znaczącą rolę. Używane były zarówno przez wojska lądowe, jak i przez floty, na przykład przez brytyjskie monitory ostrzeliwujące wybrzeża Flandrii. W 1918 marine nationale posiadała około 200 balonów obserwacyjnych systemu Caquota i 24 okręty z oprzyrządowaniem do ich użycia.
Balony obserwacyjne, mimo swej wielkości, były trudne do zniszczenia ogniem artylerii. Stały się więc celem ataków myśliwców, choć były zazwyczaj dobrze bronione ogniem artylerii przeciwlotniczej. Niektórzy piloci wyspecjalizowali się w ich zwalczaniu; opracowywano też specjalne „bronie przeciwbalonowe”, jak rakiety Le Prieur czy pociski Pomeroya. Ze względu na zagrożenie załogi balonów były standardowo wyposażane w spadochrony (w przeciwieństwie do załóg samolotów, które wyposażono w spadochrony pod sam koniec wojny). Wykorzystywano też motorowe wyciągarki, które w razie zagrożenia ściągały balon szybko na ziemię.  
W okresie międzywojennym wiele państw utrzymywało oddziały balonowe. W Polsce wojska balonowe utworzono w roku 1919. Rozwój lotnictwa spowodował, że w czasie II wojny światowej stały się one zbyt wrażliwe na ataki i zrezygnowano z nich na rzecz samolotów rozpoznawczych. Balony nie wyszły jednak całkowicie z użycia. Współcześnie używa się bezzałogowych balonów obserwacyjnych i sterowców wyposażonych w kamery (na przykład podczas operacji w Afganistanie).

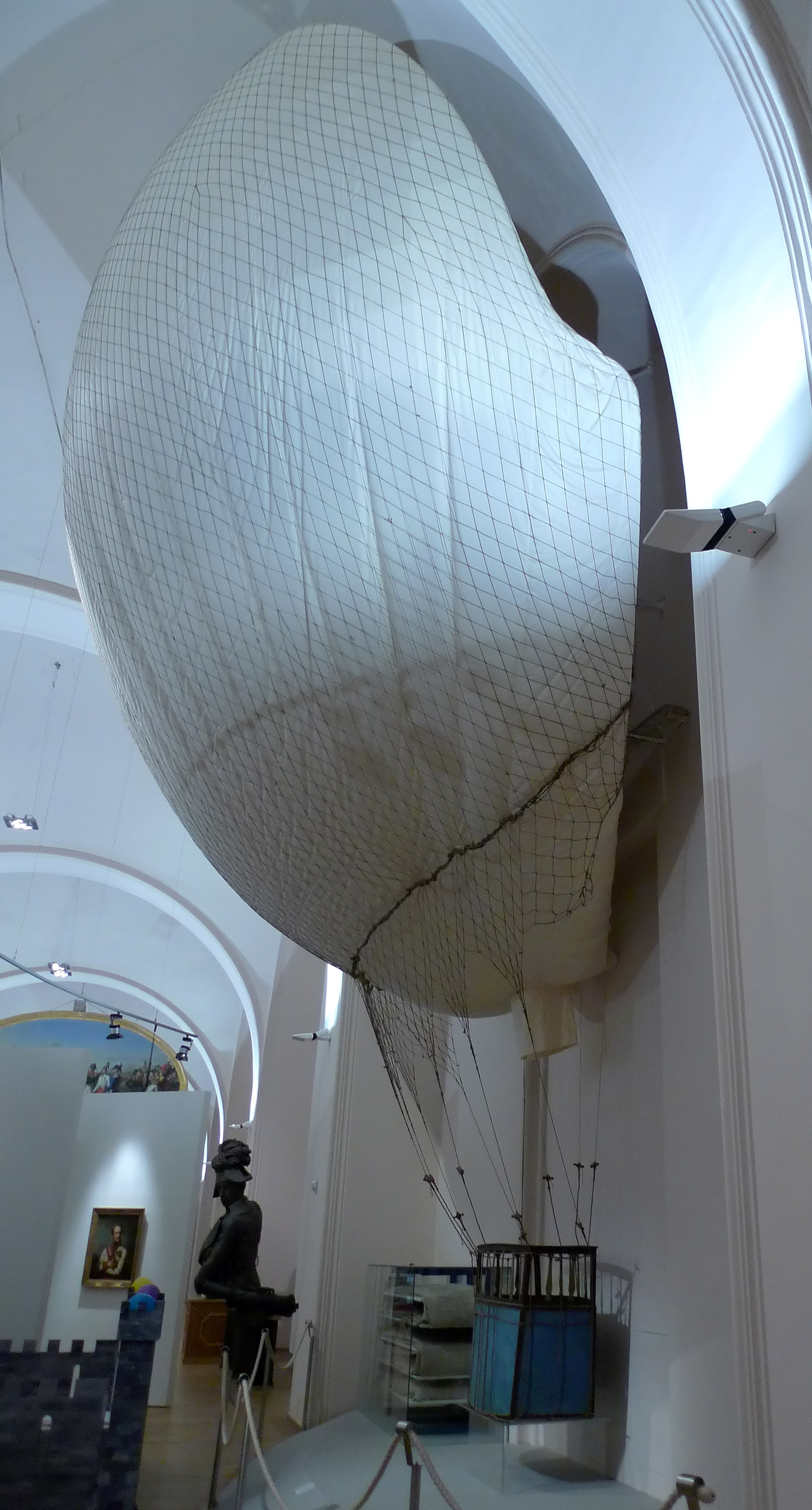
Najstarszy zachowany wojskowy pojazd powietrzny L'Intrépide
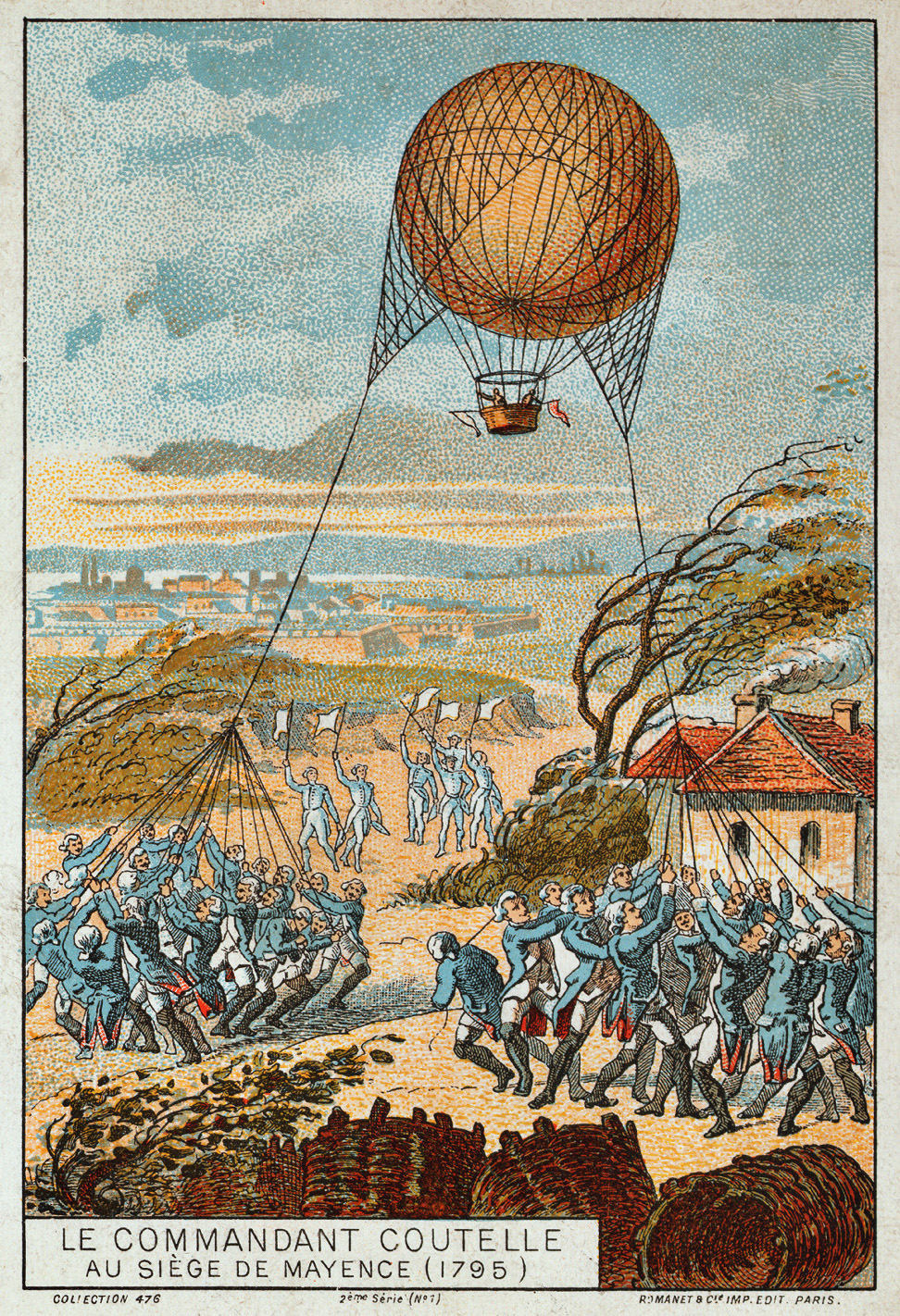
Obserwacja w czasie bitwy pod Moguncją w 1795
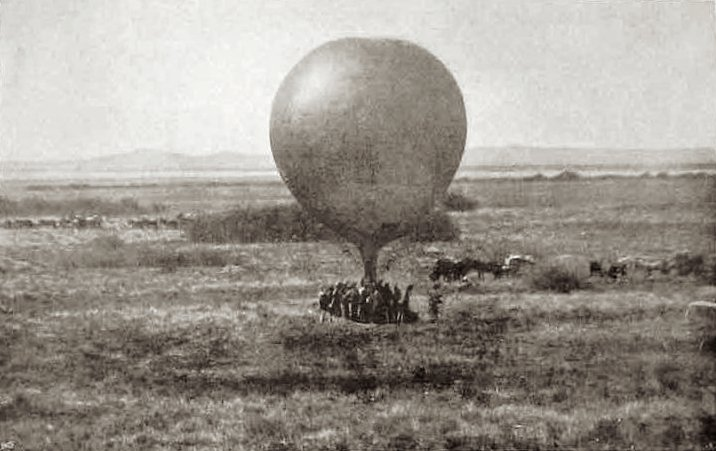
Brytyjski balon w czasie II wojny burskiej
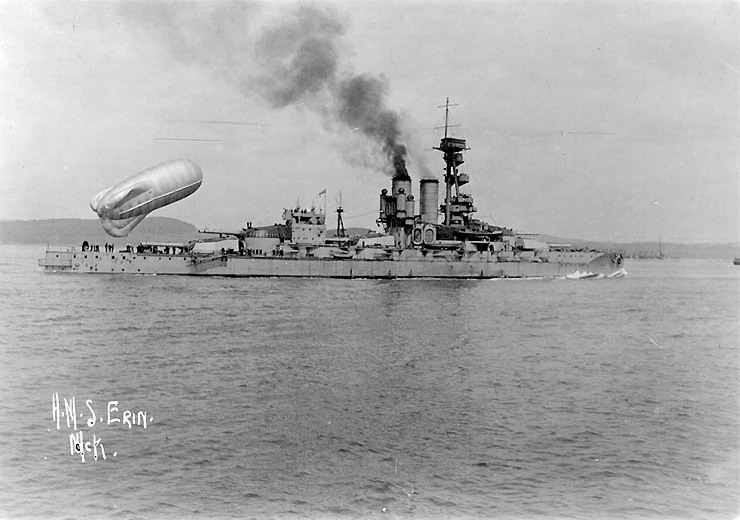
HMS Erin z balonem Caquot na rufie
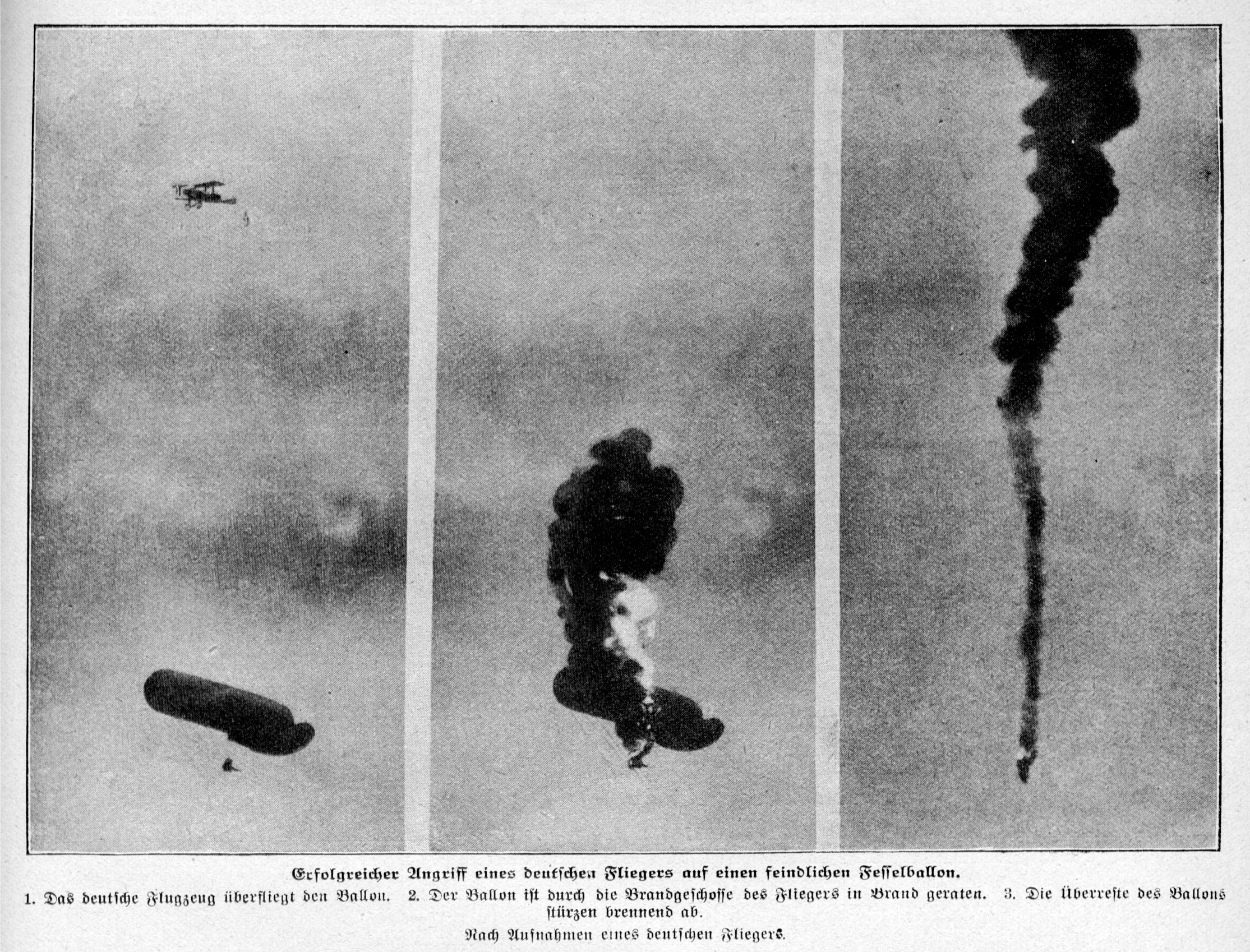
Sekwencja ukazująca zestrzelenie balonu systemu Persevala
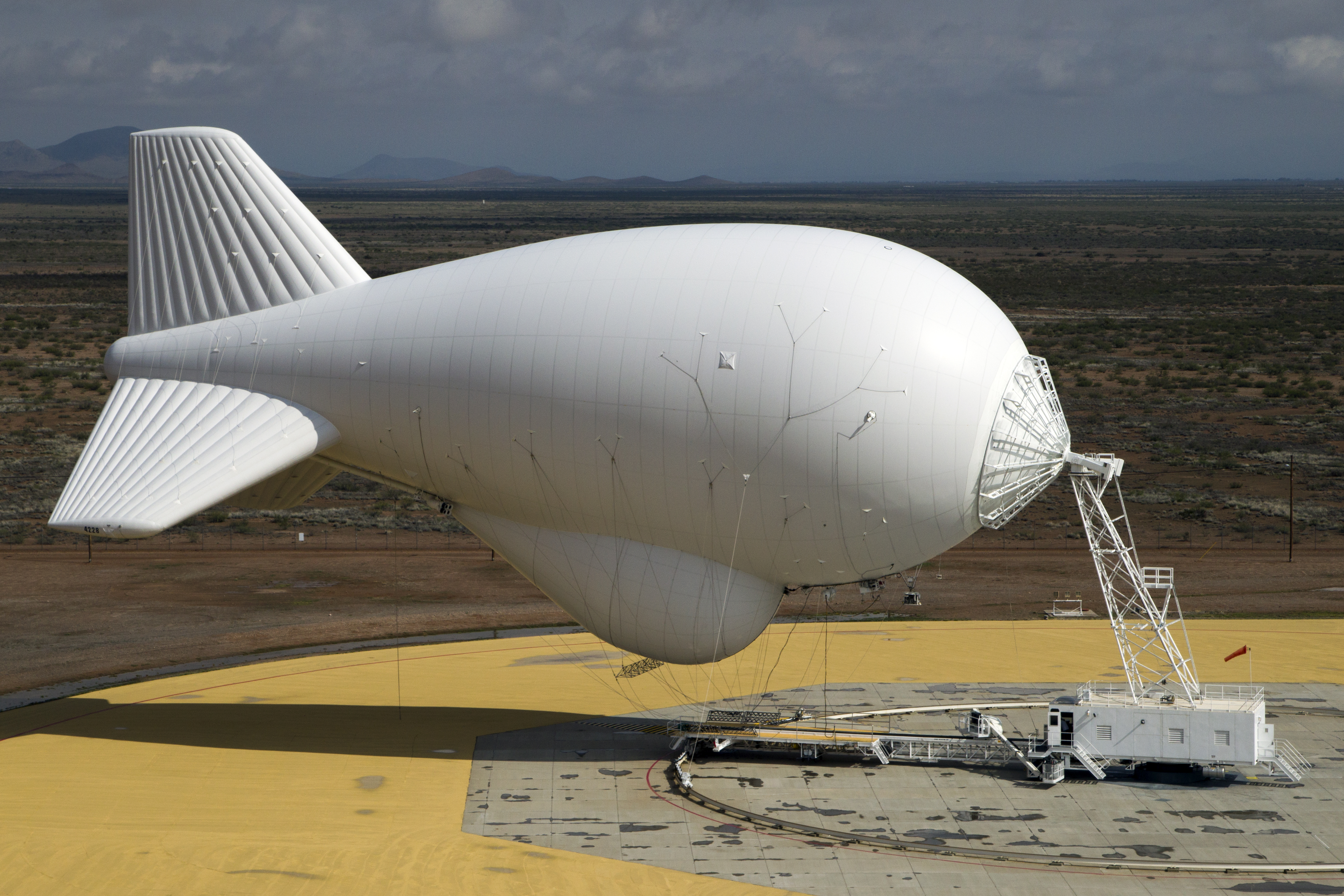
Współczesny bezzałogowy balon do obserwacji radarowej, systemu TARS